# Malhadas
Malhadas is een plaats (freguesia) in de Portugese gemeente Miranda do Douro en telt 399 inwoners (2001).